# Hamburg-Blankenese
Blankenese ist ein westlicher Stadtteil von Hamburg im Bezirk Altona und gehört zu den Elbvororten; es war Sitz des gleichnamigen Ortsamtes, zu dem auch die Stadtteile Nienstedten, Osdorf, Lurup, Iserbrook, Sülldorf und Rissen gehörten.

## Namensherkunft

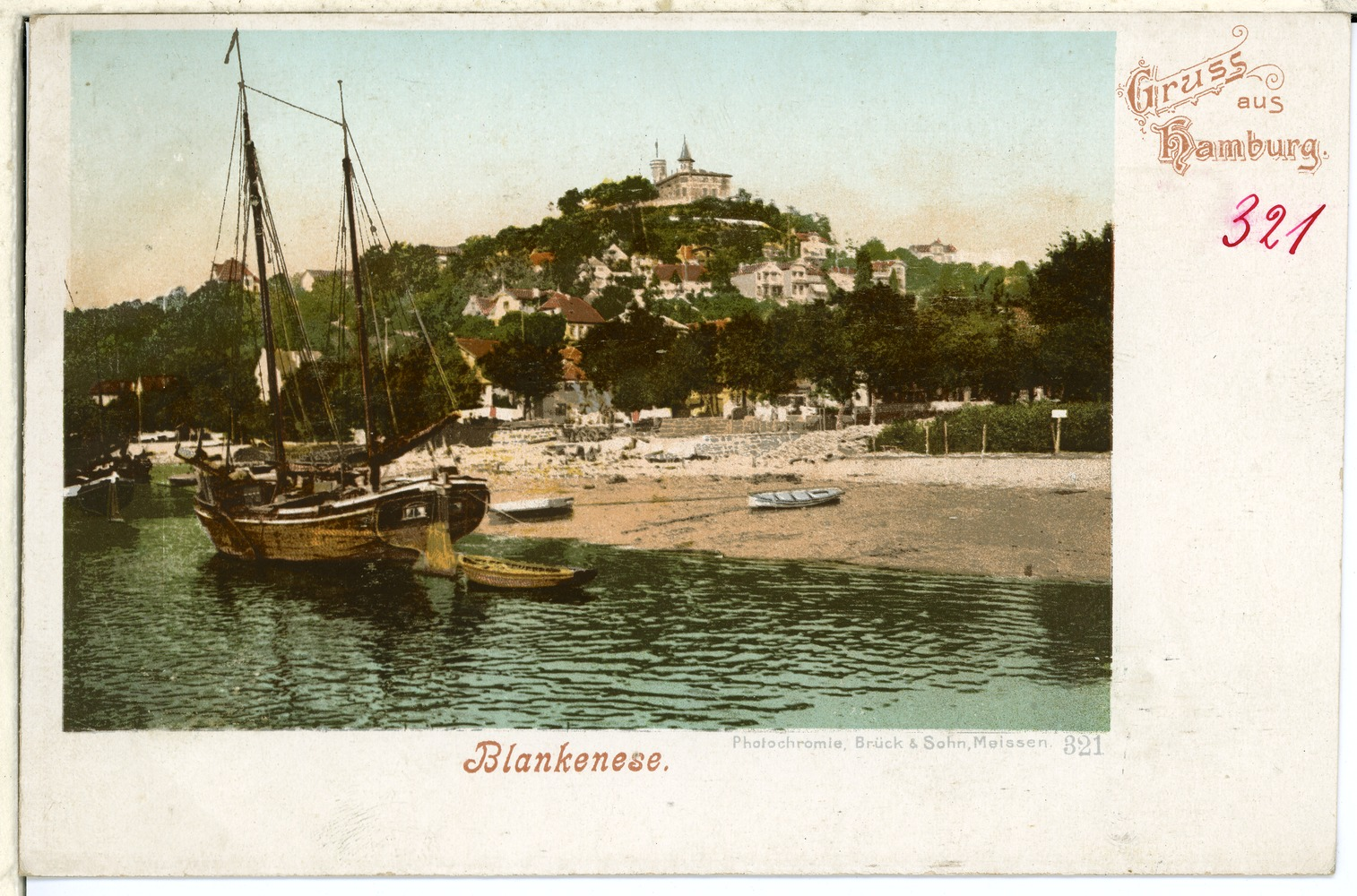
Frühe Ansichtskarte von Brück & Sohn, 1898

Blankenese liegt an einem Geesthang am Binnendelta der Elbe, in einem Bereich, in dem sich früher zahlreiche Sandbänke und Elbinseln bildeten, die meist Schweinsand genannt wurden. Aus einer dieser Sand-Aufwerfungen leitete sich der Ortsname ab: das niederdeutsche Wort blank steht für „unbedeckt, glatt, glänzend“, Nes, Nees, Nääs wiederum für „Nase“. Diese glänzende Nase bezeichnete eine Landzunge, die vom nördlichen Elbufer in den Fluss ragte und von den Gezeiten regelmäßig überspült wurde, so dass deren Sand in der Sonne glänzte, da sie vermutlich völlig unbewachsen war. Diese Landzunge wurde jedoch 1634 bei der Burchardiflut weggespült.
Auch in anderen Sprachen ist die Ähnlichkeit mit dem plattdeutschen „blanke Nees“ zu finden, französisch mit „nez blanc“, schwedisch mit „blank näsa“, dänisch mit „bare næse“ oder auch niederländisch mit „kale neus“. Eine weniger vertretene Deutung der Herkunft des Namens Blankenese bezieht sich auf den markanten Süllberg, dessen früher unbebaute Kuppe deutlich hervortrat.
Eine andere Auslegung führt den Namen vom plattdeutschen Wort Ness auf „Nest“ zurück, mit der Bedeutung eines tief gelegenen oder in einer Bucht liegenden Landes. Auch diese Erklärung hat ihre Entsprechung in den örtlichen Gegebenheiten, denn Blankenese liegt auch heute noch in einer sichtbaren Mulde des Geesthangs.

## Geographie

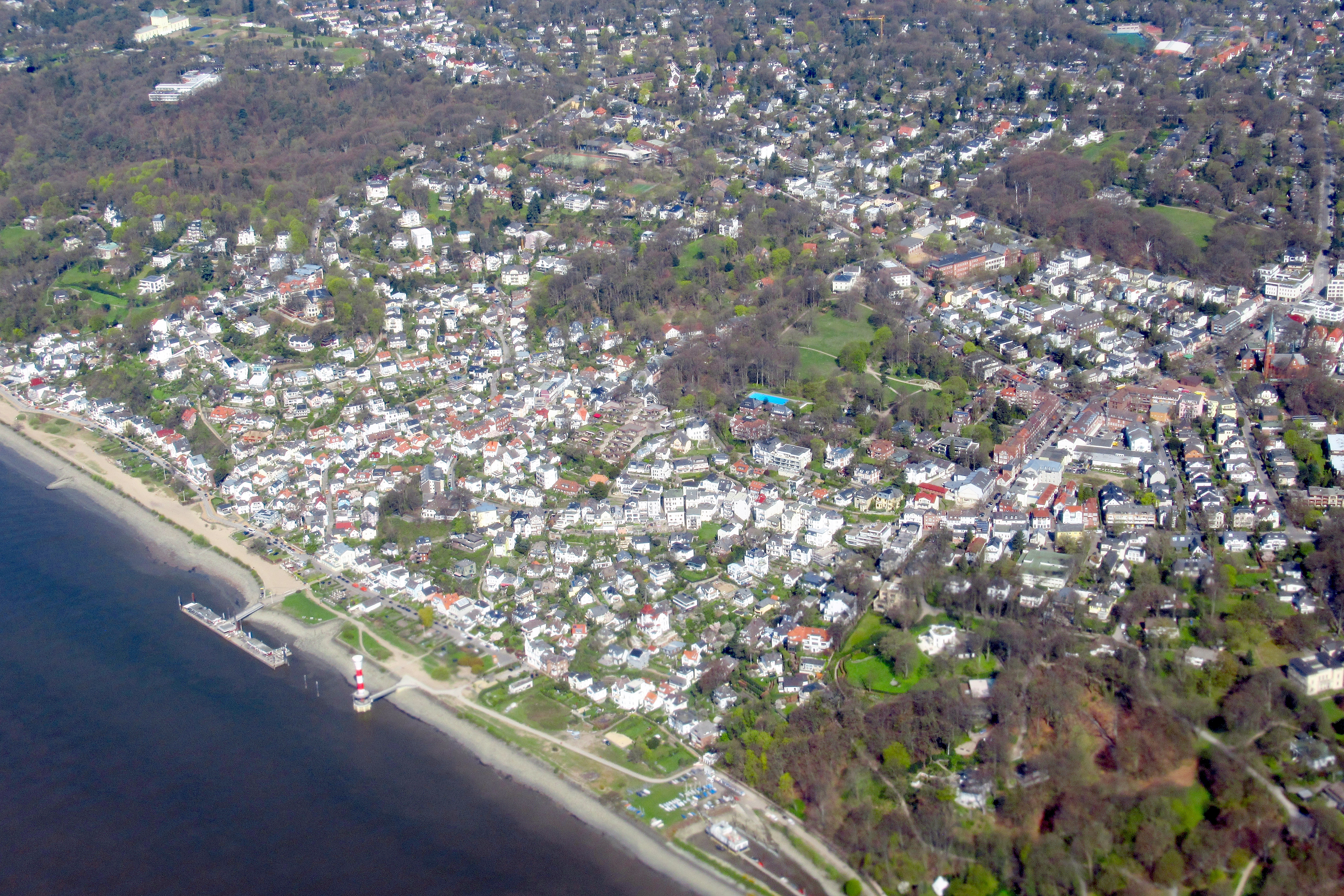
Blankenese aus der Luft

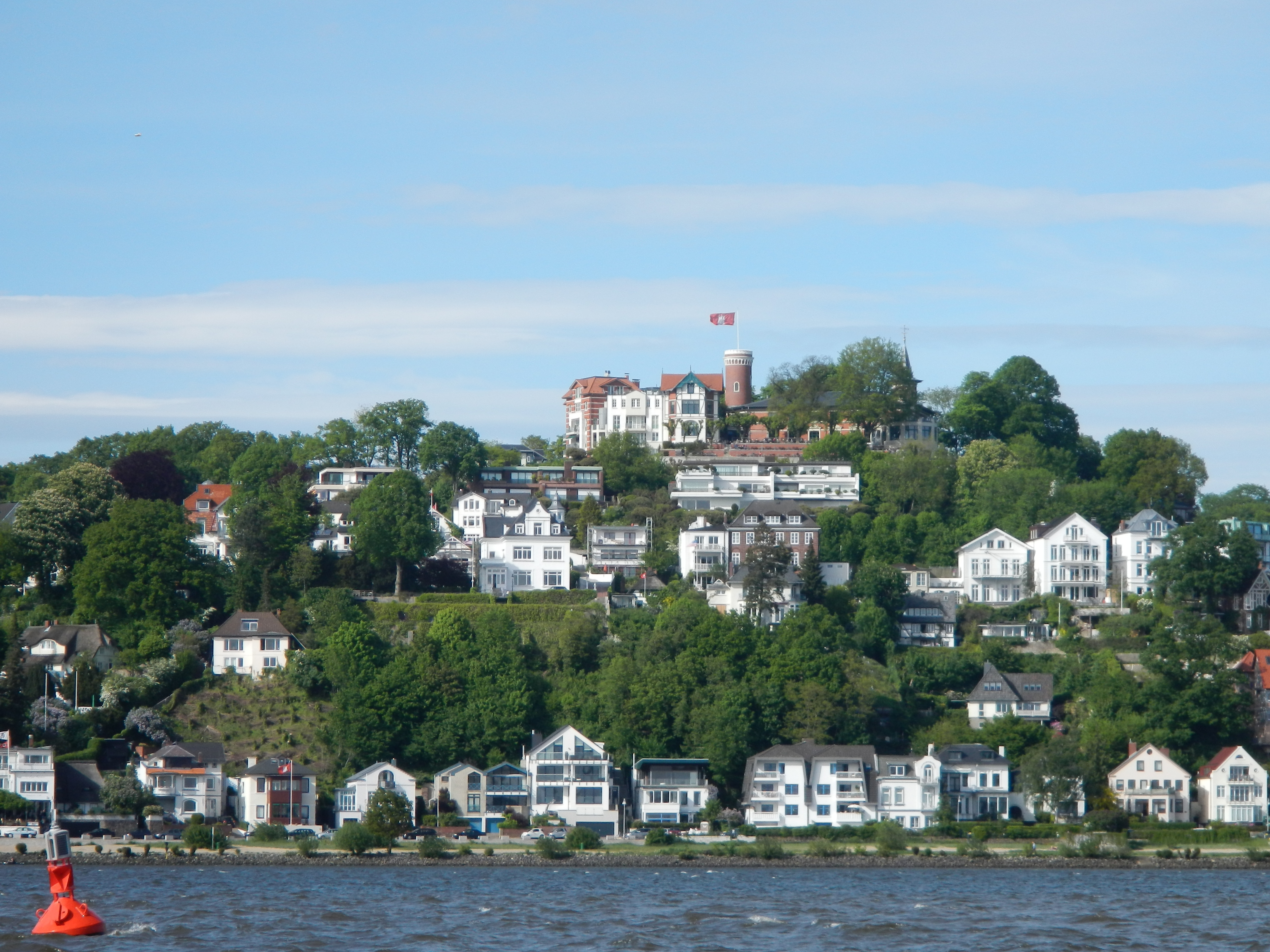
Das Treppenviertel an der Elbe rund um den Süllberg in Blankenese

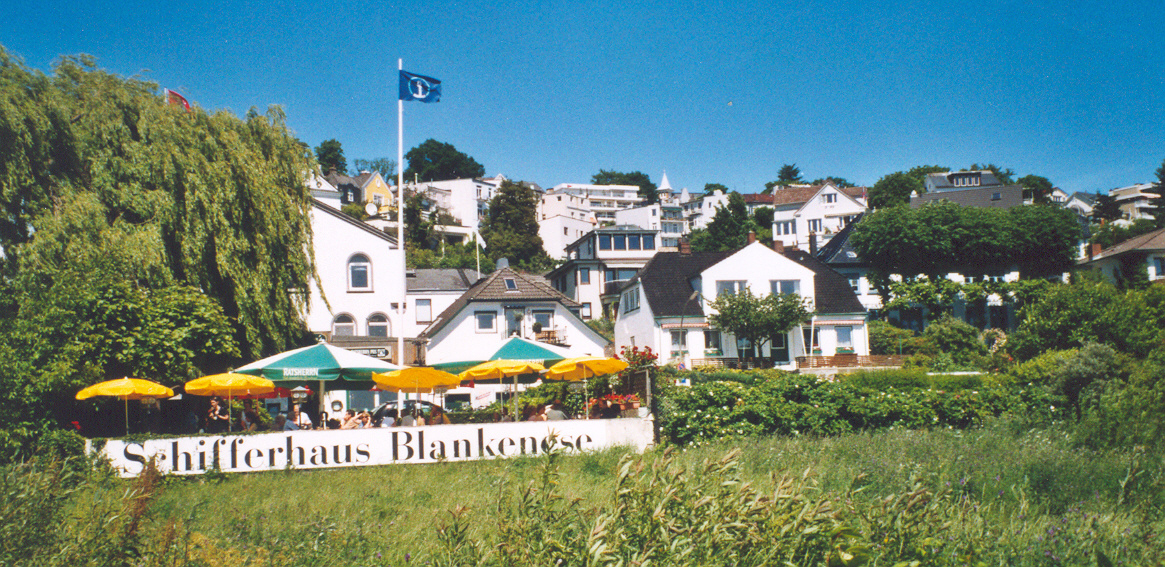
Am Strand

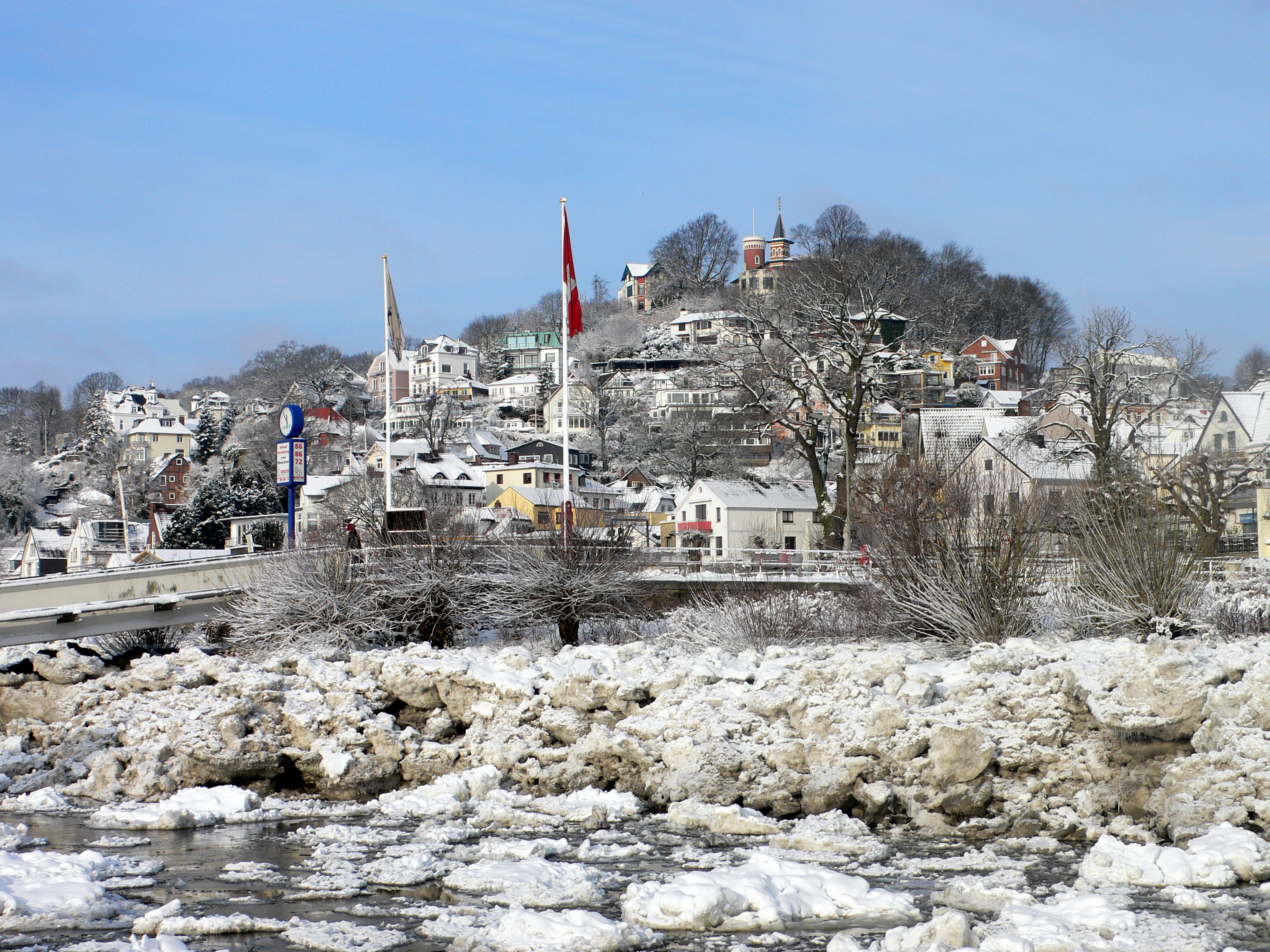
Blankenese im Winter (2010)

### Geographische Lage
Blankenese liegt auf dem nördlichen Geestrücken an der Unterelbe, der im Ortskern ein Steilufer bildet. Seine bekannteste Erhebung ist der Süllberg (74,7 m), an dessen Hang sich eine beliebte Ausflugsgaststätte und auf dessen Kuppe sich ein Hotel mit Restaurants befinden. Die höchste Erhebung Blankeneses ist mit 91,6 m der Baurs Berg mit dem markanten Turm des Wasserwerks Altona, der die zweithöchste Erhebung Hamburgs bildet.

### Geologie

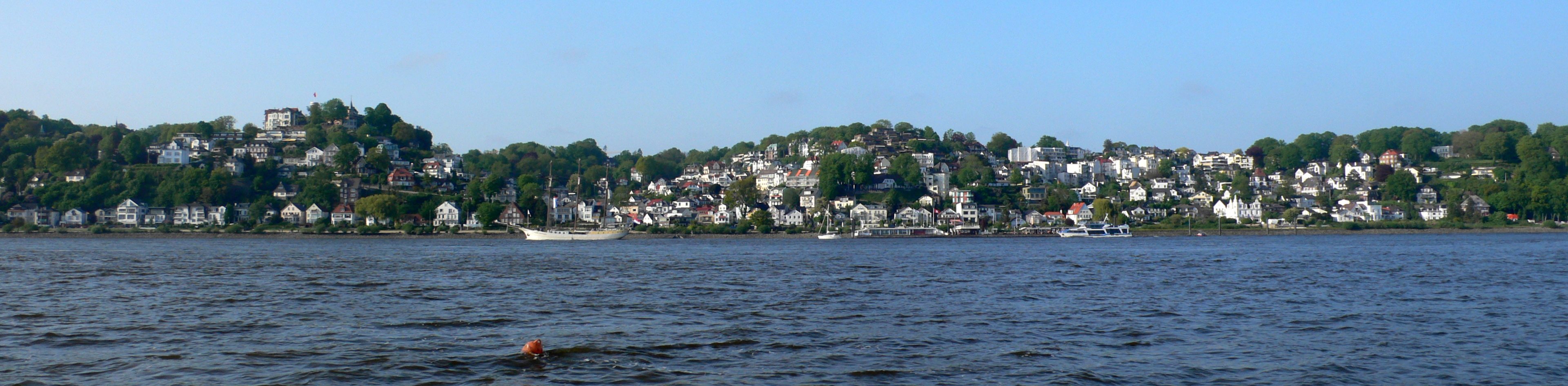
Blankenese, von der Elbe aus gesehen

Blankenese ist den hier recht steilen Südhang der Geest hinauf gebaut; im Süden jenseits der Elbe liegt die Elbmarsch (genauer: das „Alte Land“).

### Nachbarstadtteile
Benachbarte Stadtteile sind Nienstedten im Osten, Iserbrook und Sülldorf im Norden sowie Rissen im Westen, wobei Blankenese und Rissen durch ein bewaldetes Gebiet (Falkenstein) voneinander getrennt sind.

## Geschichte

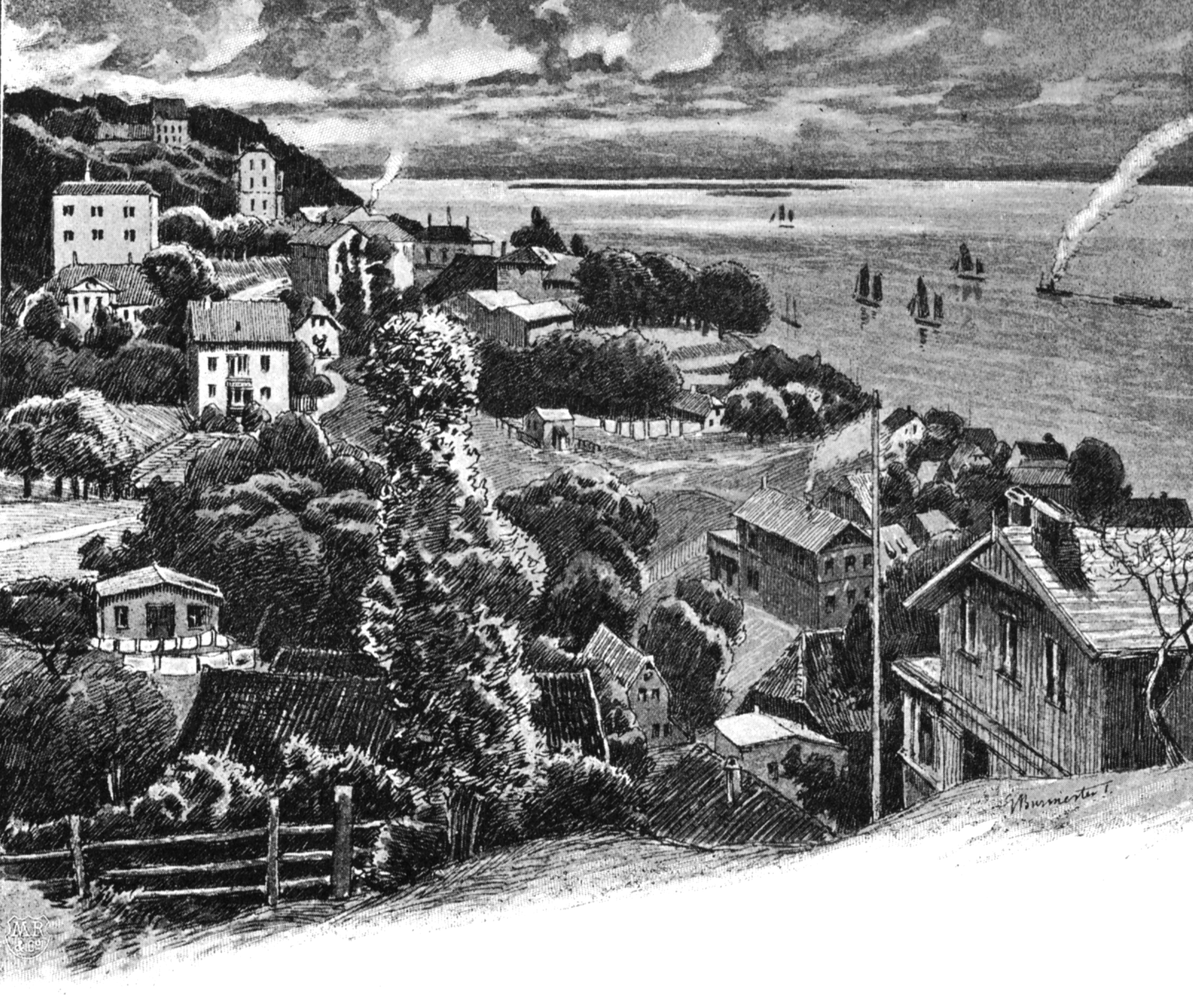
Blick vom Süllberg auf Blankenese um 1895

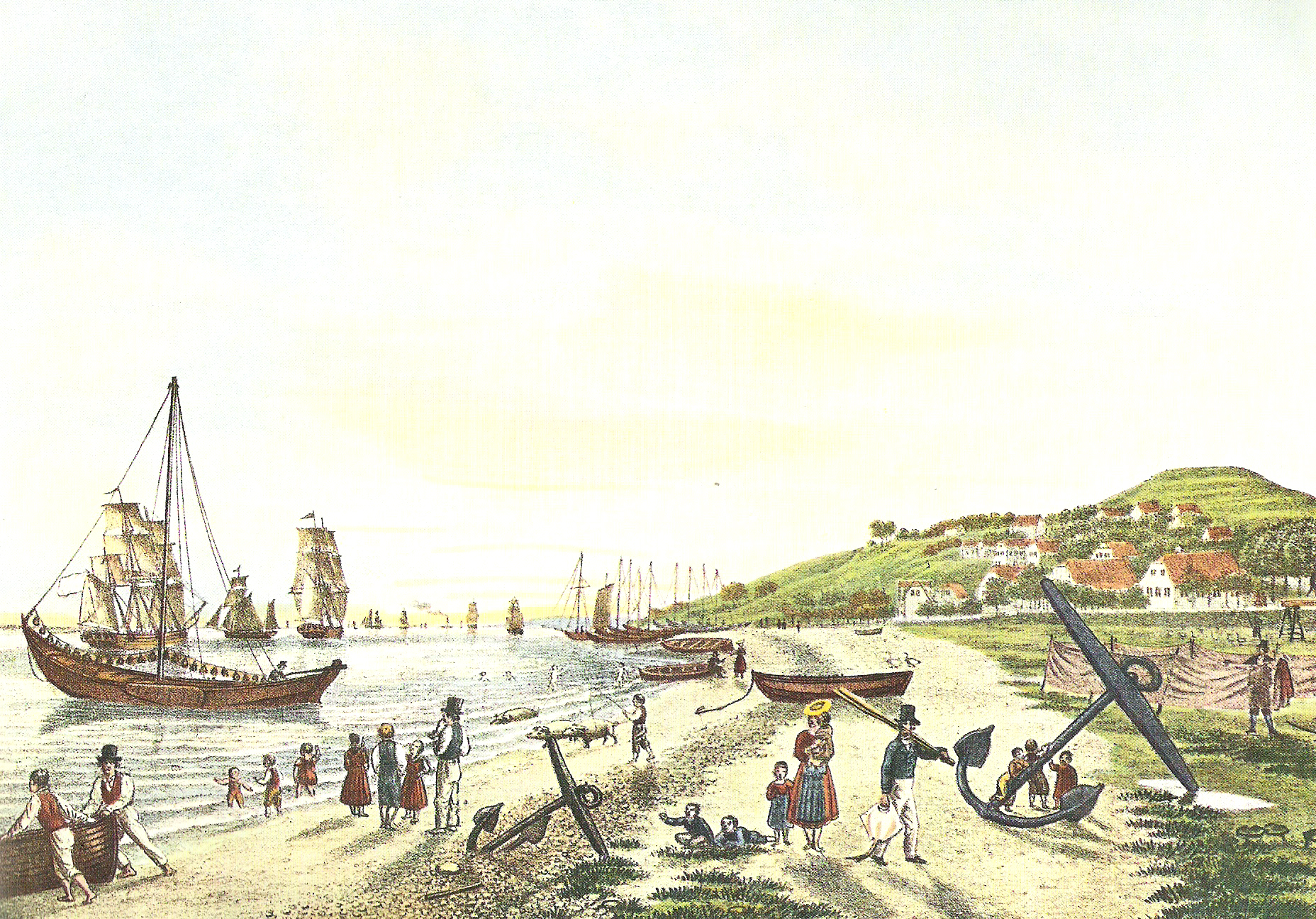
Blankeneser Elbstrand 1827 mit Blick auf den markanten Süllberg

Blankenese ist ein ehemaliges Fischerdorf, das 1301 erstmals urkundlich erwähnt wurde. In der lateinisch abgefassten Urkunde wurde den Rittern von Raboisen der Ertrag der Fährverbindung zur anderen Elbseite durch Graf Adolf VI. zuerkannt.
Zuvor bestanden bereits die Burg auf dem Süllberg und eine Propstei auf dem Süllberg, die Erzbischof Adalbert von Bremen um 1060 errichten ließ. Die Burg diente der Sicherung der Fährverbindung über die Elbe. Als die Nordalbier die Burg zerstört hatten, exkommunizierte der Erzbischof sie 1070. 1258 entstand auf dem Süllberg eine zweite – diesmal gräfliche – Burg, die von den Brüdern Johann I. und Gerhard I. (Schauenburger Grafen), ebenfalls zur Sicherung der Fähre angelegt wurde. Nach Protest der Hamburger musste sie 1262 wieder abgerissen werden, weil sie deren Interessen störte.
Die Familie Breckwoldt gehörte schon früh zur Geschichte von Blankenese. Viet Breckwoldt, 1490 geboren, war der Erste dieser Ahnenreihe. Er erhielt Anfang des 16. Jahrhunderts die Blankeneser Elbfähre als Lehen, dazu den Fährkrug samt Schank-, Brau- und Brenngerechtigkeit.

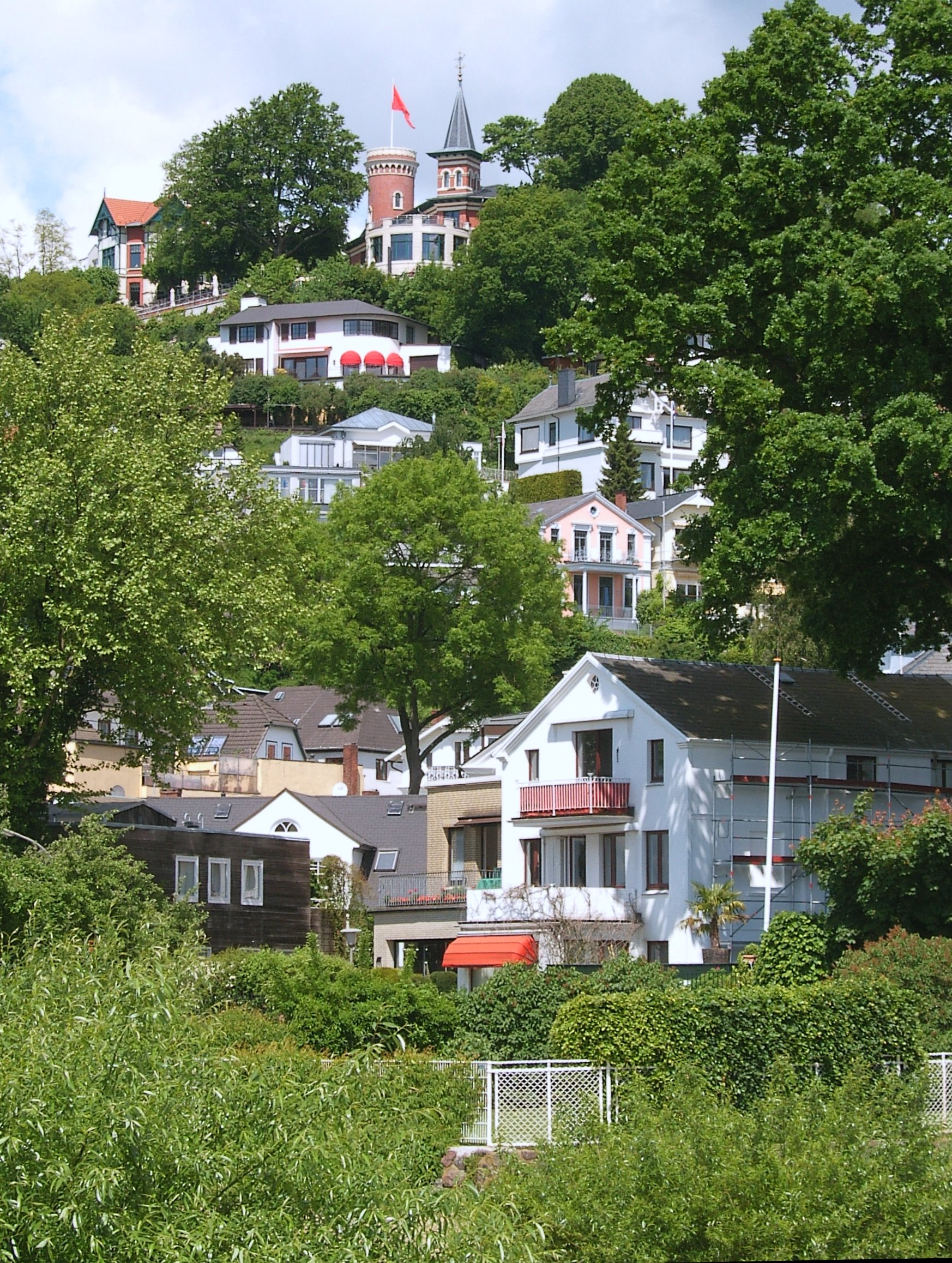
Der Süllberg, Restaurant mit Aussichtsturm

Blankenese gehörte zunächst zur schauenburgischen Grafschaft Holstein-Pinneberg, danach zum Herzogtum Holstein, das ab 1460 in Personalunion von den dänischen Königen regiert wurde, und fiel 1866 an Preußen. Auf einer Grünfläche im Mühlenberger Weg wurde deswegen der Gedenkstein für die Erhebung Schleswig-Holsteins errichtet. Auf den Segeln der Ewer und Kutter stand danach SB (für „Schleswig-Holstein Blankenese“), plattdeutsch als seil bedächtig! (= segel vorsichtig!) ausgelegt.
1919 vergrößerte sich die pinnebergische Landgemeinde durch den Zusammenschluss mit dem benachbarten aufstrebenden Bauerndorf Dockenhuden (wo es mehr Platz für Villenanlagen gab) zu 'Neu-Blankenese' inklusive Mühlenberg, Hirschpark und Iserbrook. 1927 wurde Blankenese durch das Groß-Altona-Gesetz gegen den Willen vieler Blankeneser zum Vorort der Großstadt Altona/Elbe und ging 1938 zusammen mit Altona in Hamburg auf. Zwischen 1919 und 1939 gehörte auch der heutige Ortsteil Mühlenberg erstmals gänzlich zu Blankenese, dann wurde der Ostteil zu Nienstedten zugeschlagen. Ursprünglich war Mühlenberg um den Bootslandeplatz Dockenhudens entstanden. Der ehemalige Nordteil Dockenhudens mit zusätzlichen Teilen von Sülldorf und Osdorf wurde jedoch ab 1951 der Stadtteil Iserbrook.
Blankenese, ursprünglich ein schmuckes Hangdorf, in dem Kapitäne und Lotsen ihren Lebensabend verbrachten, entwickelte sich im Laufe der Zeit zu einem großbürgerlichen Villenviertel, dessen Bevölkerung nicht so homogen war (und ist), wie es erscheint: im Gemeinderat beispielsweise saßen 1924 neben 18 Abgeordneten der bürgerlichen Parteien auch fünf Vertreter der SPD und ein KPD-Vertreter.
Vom Januar 1946 bis April 1948 befand sich in Blankenese auf dem Besitz der Familie Warburg am Kösterberg das Warburg Children Health Home. Es war deutschlandweit eines von über zwei Dutzend Children’s Centers und diente in Hamburg jüdischen Waisenkindern, die den Holocaust überlebt hatten. Sie stammten zumeist aus Ungarn und Polen und siedelten anschließend nach Palästina über.
Die Geschichte des Heims ist eng verbunden mit Erik Warburg und dessen Cousine Eva Warburg-Unger. Der als US-amerikanischer Offizier nach Hamburg zurückgekehrte Eric sorgte dafür, dass zwei Villen der Familie Warburg für das Kinderheim zur Verfügung gestellt werden konnten, seine Cousine arbeitete dort als Betreuerin. Im Weißen sowie im Roten Haus, den beiden Villen, erfuhren die aus dem KZ befreiten Kinder „Zuwendung und Wärme. Ihre Erzieher und Erzieherinnen umarmten sie, küßten sie, kämmten ihnen ihre Haare, umhegten und versorgten die verängstigten Kinder. Die meisten von ihnen haben diese Zärtlichkeit nie vergessen. In Israel gründeten sie einen Verein und hielten immer Kontakt zu Eva Warburg-Unger, der Cousine von Eric Warburg, die sie betreute und heute in Israel lebt.“
Die Bedeutung des Heims für die jüdischen Kinder, denen Blankenese zur bleibenden Erinnerung wurde, kontrastiert stark damit, dass die Blankeneser Bevölkerung davon das Wenigste wusste und weiß. Das Schicksal der Kinder von Blankenese während des Zweiten Weltkrieges ist Gegenstand eines deutschen TV-Dokudramas aus dem Jahr 2010.

## Bevölkerung
(Quelle: )
- Anteil der unter 18-Jährigen: 18,1 % (Hamburger Durchschnitt: 16,8 % (Dezember 2023))
- Anteil der über 64-Jährigen: 27,4 % (Hamburger Durchschnitt: 17,8 % (Dezember 2023))
- Ausländeranteil: 9,2 % (Hamburger Durchschnitt: 20,7 % (Dezember 2023))
- Arbeitslosenquote: 2,4 % (Hamburger Durchschnitt: 6,2 % (Dezember 2023))

Blankenese zählt zu den reichsten Hamburger Stadtteilen. Das durchschnittliche Einkommen beträgt hier 130.298 Euro jährlich (2020) und ist somit knapp dreimal so hoch wie der Hamburger Gesamtdurchschnitt (48.035 Euro).

## Politik
Für die Wahl zur Bürgerschaft gehört Blankenese zum Wahlkreis Blankenese. In dem bürgerlich geprägten Stadtteil wurde die SPD 2011 erstmals stärkste Partei.
Wahlergebnisse
|                             | CDU    | SPD    | Grüne 1) | FDP    | Linke 2) | AfD    | Übrige    |
| Bürgerschaftswahl 2025      | 37,9 % | 26,5 % | 16,4 %   | 05,6 % | 04,7 %   | 04,5 % | 04,4 %    |
| Bürgerschaftswahl 2020      | 16,7 % | 35,3 % | 25,1 %   | 11,2 % | 04,2 %   | 04,0 % | 03,5 %    |
| Bürgerschaftswahl 2015      | 20,4 % | 35,9 % | 12,4 %   | 19,6 % | 03,6 %   | 05,5 % | 02,6 %    |
| Bürgerschaftswahl 2011      | 29,0 % | 36,4 % | 10,5 %   | 18,2 % | 02,6 %   | –      | 03,3 %    |
| Bürgerschaftswahl 2008      | 57,4 % | 20,8 % | 09,3 %   | 09,1 % | 02,4 %   | –      | 00,9 %    |
| Bürgerschaftswahl 2004      | 63,7 % | 16,7 % | 11,7 %   | 05,2 % | –        | –      | 02,7 %    |
| Bürgerschaftswahl 2001      | 36,9 % | 22,4 % | 08,7 %   | 15,1 % | 00,1 %   | –      | 16,8 % 3) |
| Bürgerschaftswahl 1997      | 45,8 % | 21,2 % | 12,5 %   | 09,0 % | 00,3 %   | –      | 11,2 % 4) |
| Bürgerschaftswahl 1993      | 38,3 % | 23,1 % | 15,3 %   | 09,0 % | –        | –      | 14,3 % 5) |
| Bürgerschaftswahl 1991      | 51,4 % | 26,5 % | 07,9 %   | 12,3 % | 00,3 %   | –      | 01,6 %    |
| Bürgerschaftswahl 1987      | 52,9 % | 26,6 % | 06,5 %   | 13,5 % | –        | –      | 00,5 %    |
| Bürgerschaftswahl 1986      | 55,2 % | 22,7 % | 09,8 %   | 11,7 % | –        | –      | 00,6 %    |
| Bürgerschaftswahl Dez. 1982 | 58,0 % | 27,6 % | 06,9 %   | 07,2 % | –        | –      | 00,3 %    |
| Bürgerschaftswahl Juni 1982 | 62,0 % | 22,1 % | 08,4 %   | 06,5 % | –        | –      | 01,0 %    |
| Bürgerschaftswahl 1978      | 57,9 % | 26,9 % | 04,8 %   | 07,7 % | –        | –      | 02,7 %    |
| Bürgerschaftswahl 1974      | 59,9 % | 22,0 % | –        | 15,0 % | –        | –      | 03,1 %    |
| Bürgerschaftswahl 1970      | 49,5 % | 32,4 % | –        | 13,2 % | –        | –      | 04,9 %    |
| Bürgerschaftswahl 1966      | 47,8 % | 34,9 % | –        | 11,6 % | –        | –      | 05,7 % 6) |

Bei Bezirksversammlungswahlen gehört der Stadtteil zum Wahlkreis Blankenese / Rissen / Sülldorf. Bei Bundestagswahlen zählt Blankenese zum Bundestagswahlkreis Hamburg-Altona.

## Kultur und Sehenswürdigkeiten

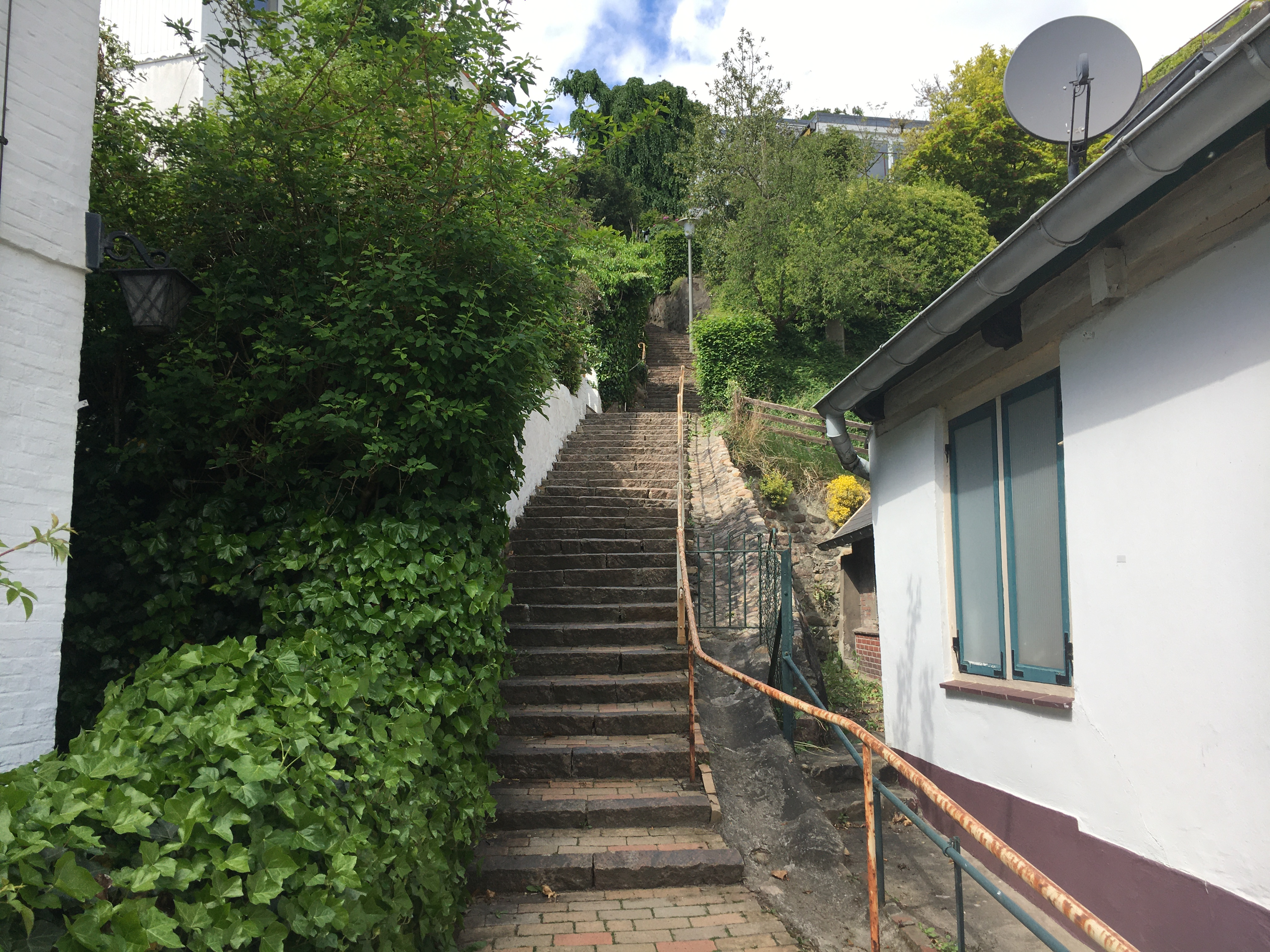
Süllbergstreppe

### Das Treppenviertel
Sehenswert ist das Treppenviertel, das früher den Dorfkern des alten Blankenese bildete. Dieser Ortsteil liegt am steilen Elbhang; verwinkelte Treppen und schmale Gassen führen mit vielen Varianten von der Straße beim Goßlers Park oben Am Kiekeberg hinab zur Straße Strandweg unten an der Elbe, wo auch der Schiffsanleger, der sogenannte Bull’n, zu finden ist. Unter den Treppen finden sich Charitas-Bischoff-Treppe, Lesemanns Treppe und die lange Strandtreppe mit 170 Stufen. Der begleitende, meist eng zusammenstehende Gebäudebestand ist durch kleinmaßstäbliche, teilweise mit Reet gedeckte Häuser gekennzeichnet.

### Traditionen

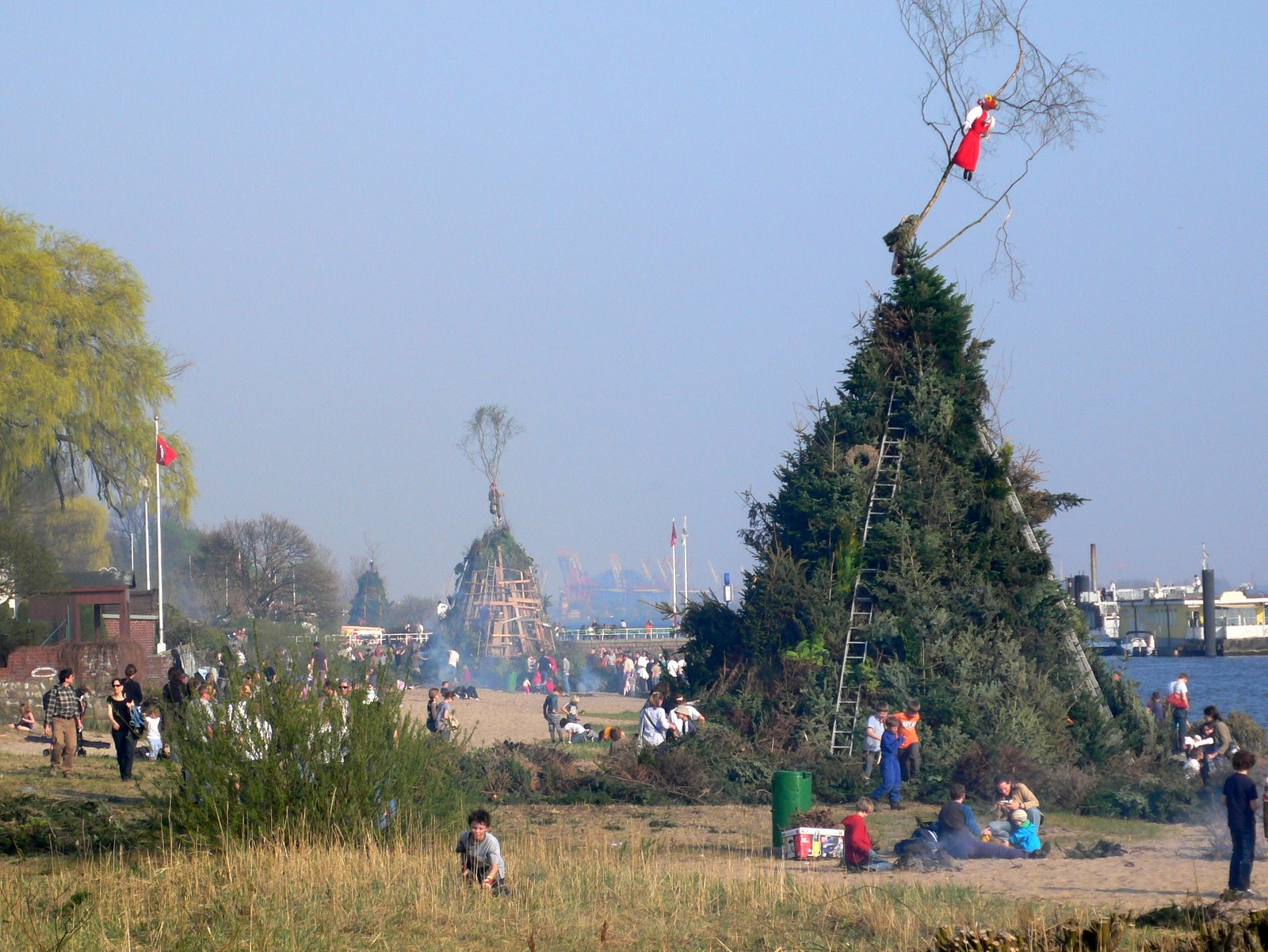
Drei Osterfeuer

Osterfeuer: Auf dem Blankeneser Elbstrand werden zu Ostern vier Feuer mit den Bezeichnungen Viereck, Knüll, Osten und Mühlenberg entzündet. Zwei frühere Feuer, Harmstorf und Övelgönne, wurden verboten und werden nicht mehr gezündet. Während bis in die 1960er Jahre hinein die Rivalität zwischen den Errichtern der einzelnen Feuer in körperliche Auseinandersetzungen münden konnte, entwickelte sich bei gepflegter Rivalität eine lagerübergreifende Solidarität gegen behördliche Bemühungen, auch die übrigen Osterfeuer einzuschränken, zu behindern oder vollständig zu verhindern. Das Feuer Knüll wurde in den Jahren 2016 und 2017 von der Feuerwehr wieder gelöscht. 2018 und 2019 konnte ein Konsens zwischen Feuerbauern und Bezirksamt gefunden werden. 2020 und 2021 fielen die Feuer pandemiebedingt aus. Für 2022 war wegen geänderter Rahmenbedingungen eine Neuverhandlung über das Sicherheitskonzept erforderlich, die nach langwierigem Hin und Her erst 10 Tage vor dem Aufbau der Feuer zu einem Konsens und erstmals zu einer förmlichen Rechtsgrundlage in Form einer Allgemeinverfügung führte.
Rummelpottlaufen: Am Silvesterabend klopfen Blankeneser Kinder verkleidet an Haustüren, um Leckereien zu erbitten. Dabei machen sie Krach mit Töpfen sowie Löffeln und singen.
Kreekfahren: Nur noch in Blankenese gibt es diese breiten und flachen Kastenschlitten, die mit Hilfe einer langen Latte gesteuert werden. Ausreichend Schnee für den Betrieb dieser Sportart ist allerdings selten geworden: nach dem Winter 2009/2010 fand das Kreekfahren erst Anfang 2021 wieder statt.

### Bauwerke

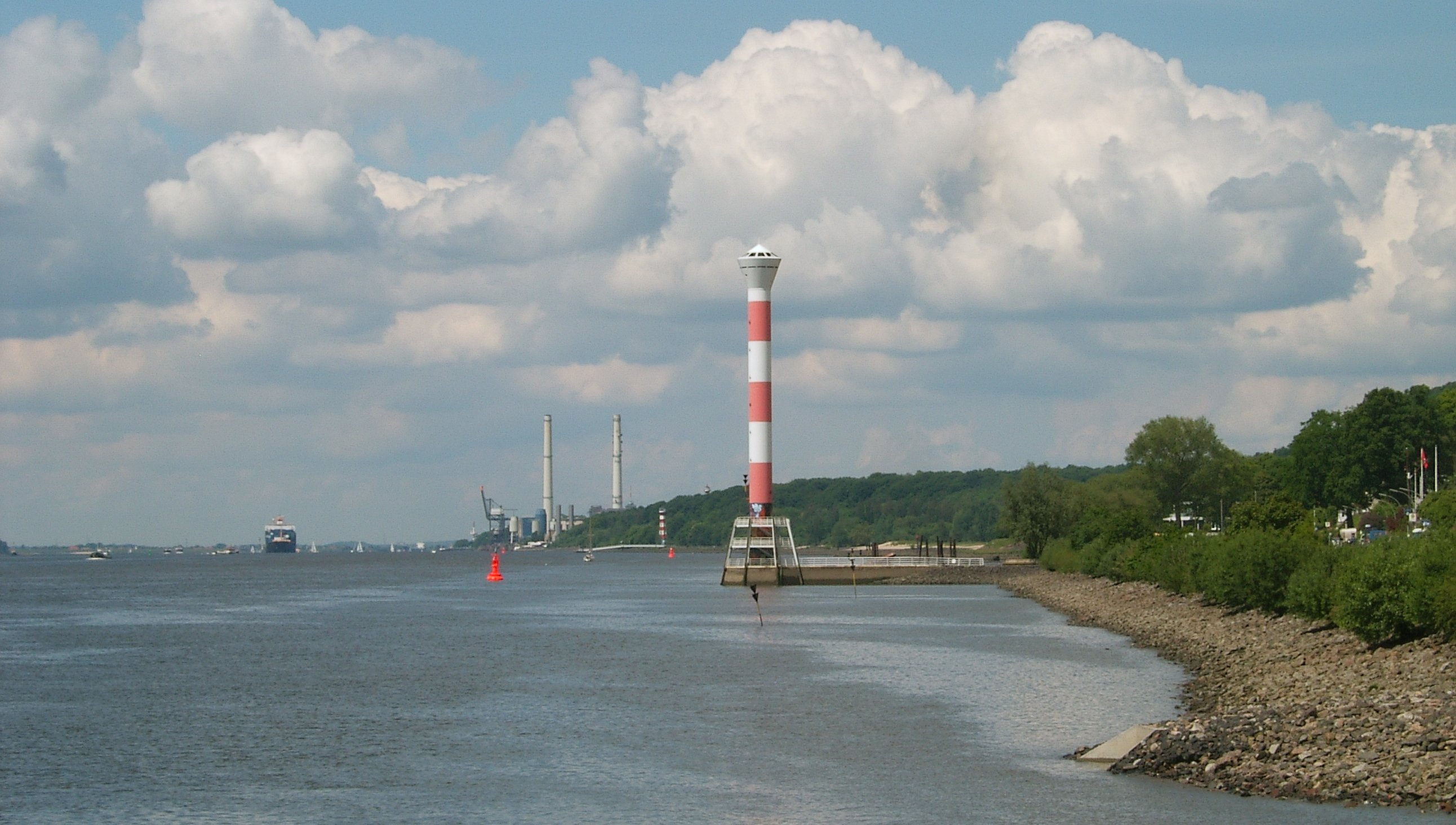
Unterfeuer Blankenese, im Hintergrund das Heizkraftwerk Wedel

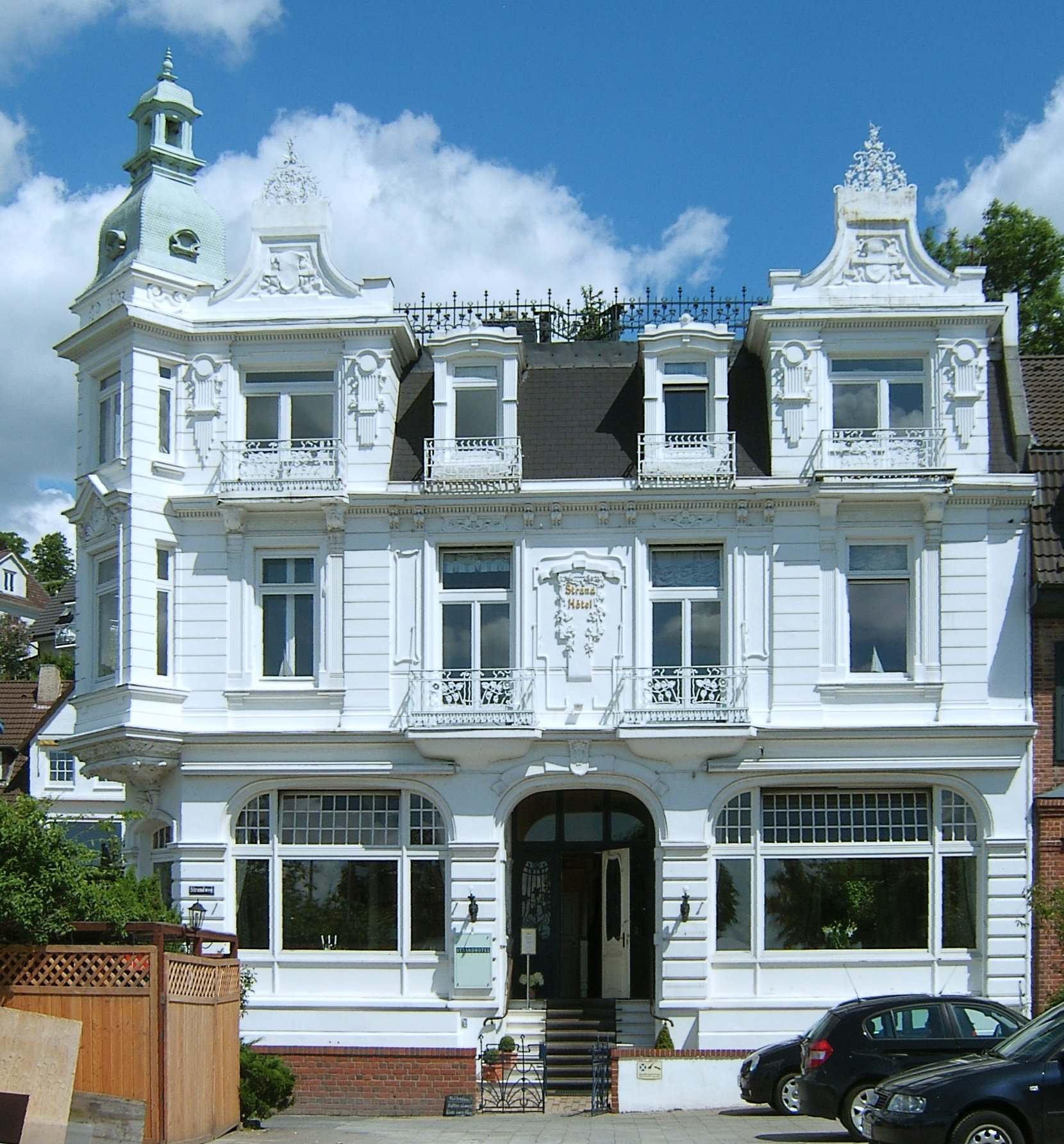
Strandhotel, erbaut 1902

Es gibt in Blankenese einige sehenswerte, in Parkanlagen eingebettete, dabei von den angrenzenden Straßen nicht immer sichtbare Land- oder Herrenhäuser. Sie stammen von Hamburger oder Altonaer Kaufleuten und wurden Ende des 18. und zu Beginn des 19. Jahrhunderts überwiegend im klassizistischen Stil errichtet. Zu ihnen zählen das Landhaus Katharinenhof, erbaut zwischen 1829 und 1836 von G. F. Baur (Mühlenberger Weg 33), das derzeit in Renovierung befindliche, um 1800 erbaute Landhaus Klünder Hessehaus (Oesterleystraße 20) sowie das Landhaus Warburg (Kösterbergstraße 60). Einige wurden nach Plänen des dänischen Architekten Christian Frederik Hansen errichtet; zu ihnen zählen beispielsweise das als Weißes Haus bekannte Landhaus P. Godeffroy (Elbchaussee 547), das als Hirschpark-Haus bekannte Landhaus J. C. Godeffroy und das nach 1890 aufgestockte Landhaus Blacker, das heutige Goßlerhaus (Blankeneser Landstraße 34). Es war bis Ende 2004 Sitz des Ortsamtes und steht ab 2007 im Eigentum einer Stiftung. Genutzt wurde es seitdem durch die Bucerius Law School, die Horst-Janssen-Bibliothek und seit 2023 als Zweigstelle des Hamburger Konservatoriums.
Am Sülldorfer Kirchenweg 71 befindet sich eine Villa, die 1906/07 nach Plänen des Hamburger Architekten Fritz Höger für den Kaufmann Hermann J. W. Boy errichtet wurde. Bemerkenswert ist der gute Erhaltungszustand dieses frühen Höger-Baus. Bis auf wenige unwesentliche Veränderungen ist die ursprüngliche Gestalt außen wie innen bis in die Details bewahrt worden (beispielsweise an Türen und Türgriffen, Einbauschränken und Speisenaufzug sowie die für diese Zeit typischen einfachen Stuckgliederungen der Decken und die komplett verkachelte Küche im Souterrain); das Gebäude dokumentiert daher besonders anschaulich das Bauen und Wohnen des frühen 20. Jahrhunderts.
Das 1912 errichtete Dehmelhaus in der Richard-Dehmel-Straße 1 war das von Walther Baedeker geplante Wohnhaus für Ida und Richard Dehmel und ist heute ein für Besucher nach Anmeldung zugängliches denkmalgeschütztes Haus.
Zahlreiche historische Fischerhäuser aus dem 18. und 19. Jahrhundert lassen sich im Treppenviertel um den Süllberg entdecken. Dabei handelt es sich häufig um kleine, schlichte Backsteinbauten, teils aber auch aufwendig gestaltete, reetgedeckte Fachwerkgebäude, die auf einen gewissen Wohlstand der einstigen Besitzer schließen lassen. Am östlichen Ende des Strandweges befindet sich das denkmalgeschützte Strandhotel, ein eleganter, 1902 errichteter Jugendstilbau.

### Kirchen
Neben der 1896 auf Dockenhudener Gemeindegebiet erbauten Blankeneser Kirche (Kirche am Markt) der evangelisch-lutherischen Kirchengemeinde Blankenese, mit Fenstern von Siegfried Assmann, ist die 1929 bis 1930 von Clemens Holzmeister errichtete katholische Kirche Maria Grün nahe der Elbchaussee erwähnenswert, die Fenster von Heinrich Campendonk aufweist.

### Parks und Museen

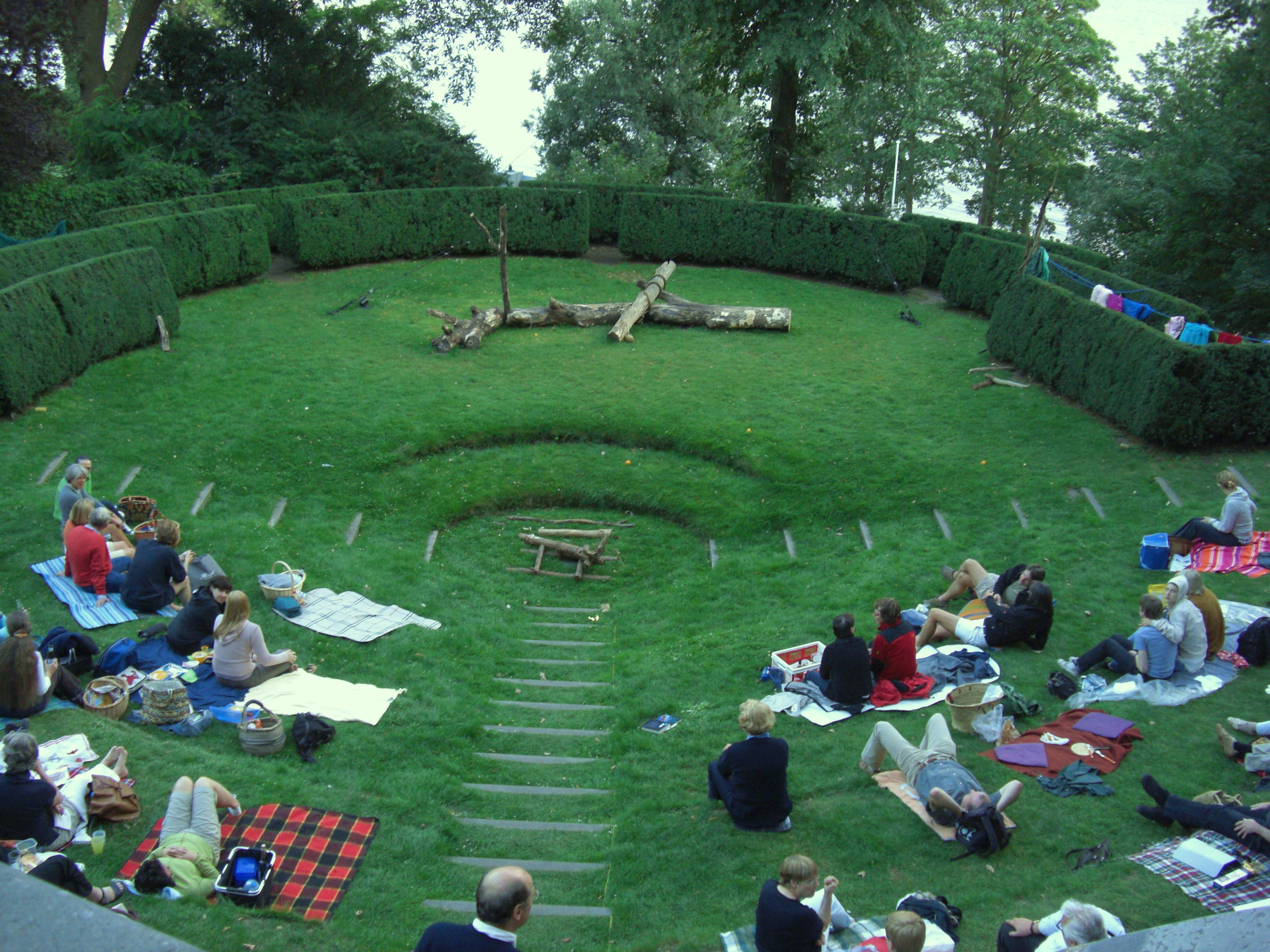
Freilichttheater im Römischen Garten (Juli 2008)

Zahlreiche große Anwesen von Reedern und Kaufleuten mit alten Baumbeständen und ansehnlichen Villen sind heute Parks in öffentlicher Hand. Dazu gehören Baurs Park am Yachthafen Mühlenberg, der Hessepark am ehemaligen Finanzamt, dem früheren Ortsamt Blankenese, Goßlers Park am Blankeneser Bahnhof sowie Schinckels Park an der Blankeneser Landstraße.
Am westlichen Ende von Blankenese liegt, versteckt an einem Südhang hoch über der Elbe, der Römische Garten. Der Garten wurde in südeuropäischer Gartentradition auf mehreren Ebenen angelegt. Im Sommer finden hier in einem kleinen Naturtheater Aufführungen statt. Nach dem Zweiten Weltkrieg wurde der Römische Garten von der Familie Warburg der Stadt Hamburg geschenkt.
Der Falkenstein ist ein Landschaftsschutzgebiet am Geesthang der Unterelbe. Neben dem Waldpark Tafelberg Falkenstein ist hier der Sven-Simon-Park zu finden. Er ist eine Stiftung von Axel Springer. Der Name soll ein Gedenken an seinen Sohn Axel sein, der den Namen Sven Simon als Pseudonym für seine Arbeit als Fotograf nutzte. Die Villen des Anwesens beherbergen heute den ältesten deutschen Segelverein, den Segelclub Rhe, sowie das Puppenmuseum Falkenstein im Landhaus Michaelsen. Seit Mai 1986 wird die Privatsammlung von rund 300 Puppen in der 1923 von Karl Schneider erbauten Villa ausgestellt.

### Bildung
In Blankenese bieten zwei Gymnasien – das Gymnasium Blankenese an der Oesterleystraße und das Marion-Dönhoff-Gymnasium (Willhöden) – sowie die Stadtteilschule Blankenese in der Frahmstraße die Möglichkeit zum Abitur. Am Falkenstein residierte bis 2007 das renommierte Institut für Friedensforschung und Sicherheitspolitik an der Universität Hamburg (IFSH), während die häufig Blankenese zugeschriebene Führungsakademie der Bundeswehr im benachbarten Nienstedten liegt.

### Geschichtsaufarbeitung
Etwa 150 Juden lebten zu Beginn der 1930er Jahre in Blankenese. Die meisten von ihnen konnten fliehen. 16 wurden im Konzentrationslager ermordet, acht begingen vor der ihnen drohenden Deportation Suizid.
Der Verein zur Erforschung der Geschichte der Juden in Blankenese wurde 2003 von Blankeneser Bürgern gegründet. Ziel des Vereins ist es, die Geschichte der im Nationalsozialismus fast vollständig vertriebenen oder umgebrachten Juden nicht vergessen zu lassen. Diesem Ziel dient die Erforschung des Schicksals der jüdischen Bewohner. Erkundet wird auch die Geschichte der Schulen und Vereine in Blankenese. Der Verein organisiert Ausstellungen, Vorträge und Lesungen, Stolpersteinverlegungen und eine jährliche Gedenkveranstaltung zur Erinnerung an das Judenhaus am Grotiusweg (früher Steubenweg) 36. Von dort ging der letzte Transport am 19. Juli 1942 nach Theresienstadt.
2004/05 wurde im Gemeindehaus der Evangelischen Gemeinde von Blankenese sowie in der Handelskammer Hamburg vom Historiker Hannes Heer, der Kunsthistorikerin Petra Bopp und dem Gestalter Peter Schmidt eine Ausstellung unter dem Titel „Viermal Leben“ über das Leben jüdischer Bürger in Blankenese präsentiert.
2005 und 2006 lud der Verein eine Gruppe der jüdischen „Kinder von Blankenese“ ein, die im Kindesalter die Judenverfolgung in der Zeit des Nationalsozialismus überlebt hatten. Sie waren als Kinder im Warburg Childrens Health Home auf dem Kösterberg auf die Ausreise nach Palästina vorbereitet worden. Ihre Erinnerungen hat der Verein in deutscher Übersetzung unter dem Titel „Kirschen auf der Elbe“ herausgegeben.

### Unterhaltung
In der Blankeneser Bahnhofstraße ist das Blankeneser Kino eines der wenigen Programmkinos in Hamburg mit einem anspruchsvollen Filmprogramm.

### Sport

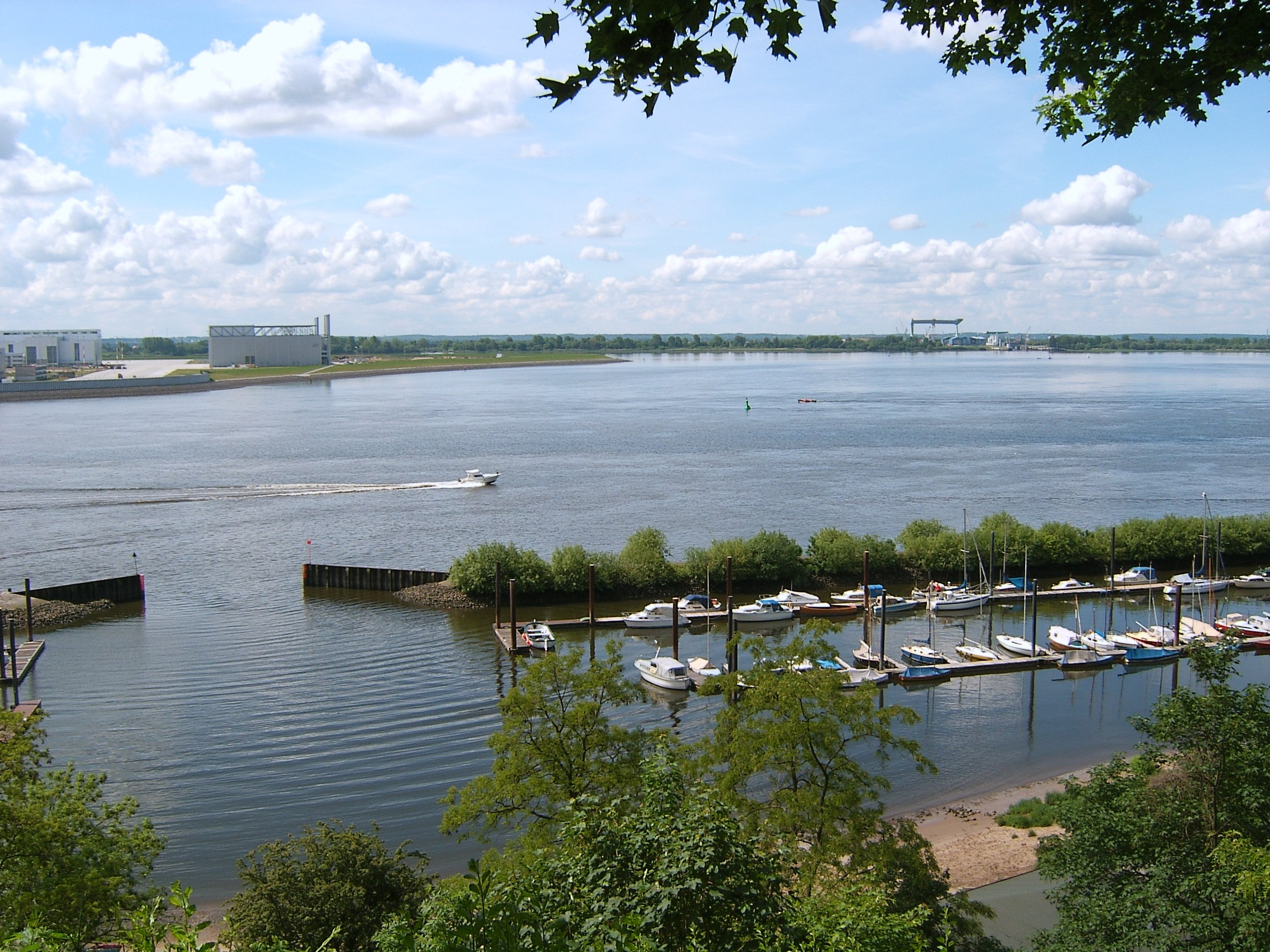
Der Yachthafen am Mühlenberg, auf der gegenüberliegenden Seite der Elbe liegt das Mühlenberger Loch

Der Sportverein Spielvereinigung Blankenese von 1903 hat gelegentlich eine honette Rolle in den unteren Spielklassen (z. B. beim Fußball) gespielt; stärker noch die Schachvereinigung Blankenese von 1923. Als weiterer lokaler Sportverein ist noch die FTSV Komet Blankenese von 1907, ein ehemaliger Arbeitersportverein, zu nennen; ferner der Blankeneser Segel-Club (BSC), der mit über 800 Mitgliedern zu den größten und aktivsten Segelvereinen Deutschlands zählt und der erste Segelverein direkt an der Elbe war, und der Mühlenberger Segel-Club (MSC). Der Norddeutsche Regatta Verein verfügt über ein Clubhaus an der Elbe. Das gilt auch für den Segelclub Rhe (SC Rhe), der seinen Sitz im Sven-Simon-Park auf dem Falkenstein hat. Nahebei hat auch der Kanusportverein Ring der Einzelpaddler sein Domizil.
Im Rahmen des jährlich durchgeführten Radrennens Vattenfall Cyclassics befindet sich eine Schlüsselstelle am Waseberg. Der 700 Meter lange Anstieg vom Elbufer hinauf in den Ortskern von Blankenese hat eine fast durchgehende Steigung von 15 Prozent und wird mehrfach durchfahren. Anlässlich dieses Radrennens wurde im Jahr 2000 die Radsportgemeinschaft Blankenese gegründet, die mit derzeit 130 Mitgliedern zu den stärksten Fahrradvereinen Hamburgs zählt.
Die häufig Blankenese zugeschriebenen Badeanstalten liegen tatsächlich in benachbarten Stadtteilen: das Freibad Marienhöhe in Sülldorf sowie das Hallenbad an der Simrockstraße in Iserbrook.

## Wirtschaft und Infrastruktur

### Verkehr

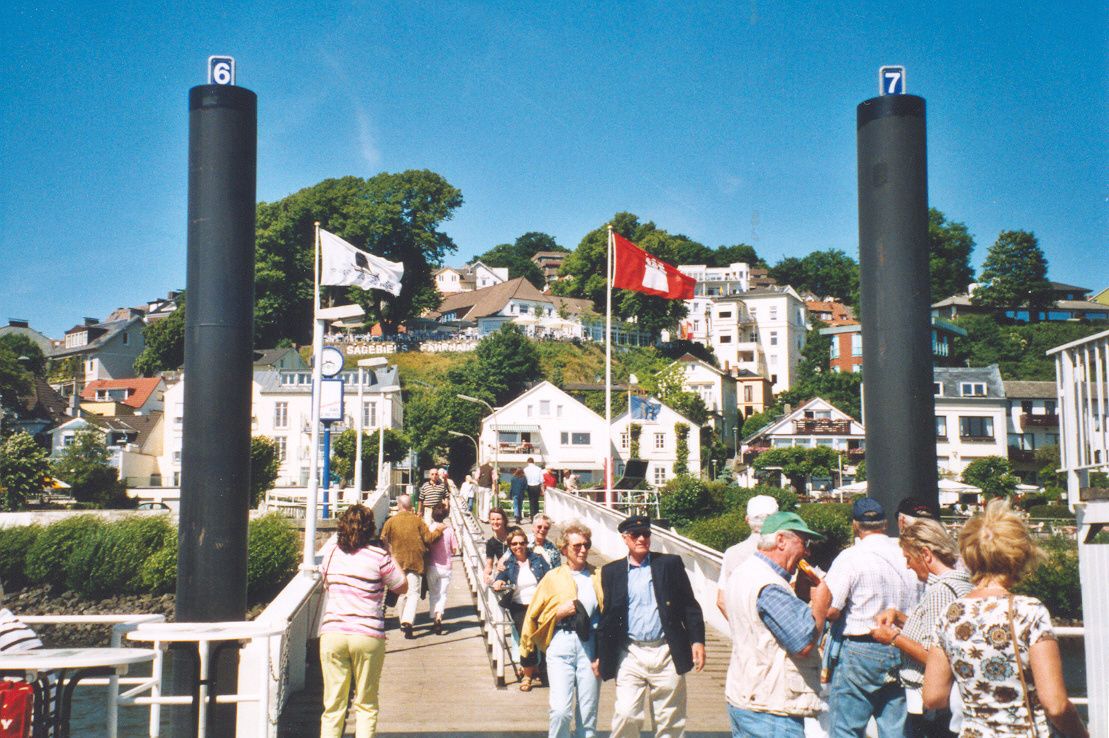
Schiffsanleger in Blankenese

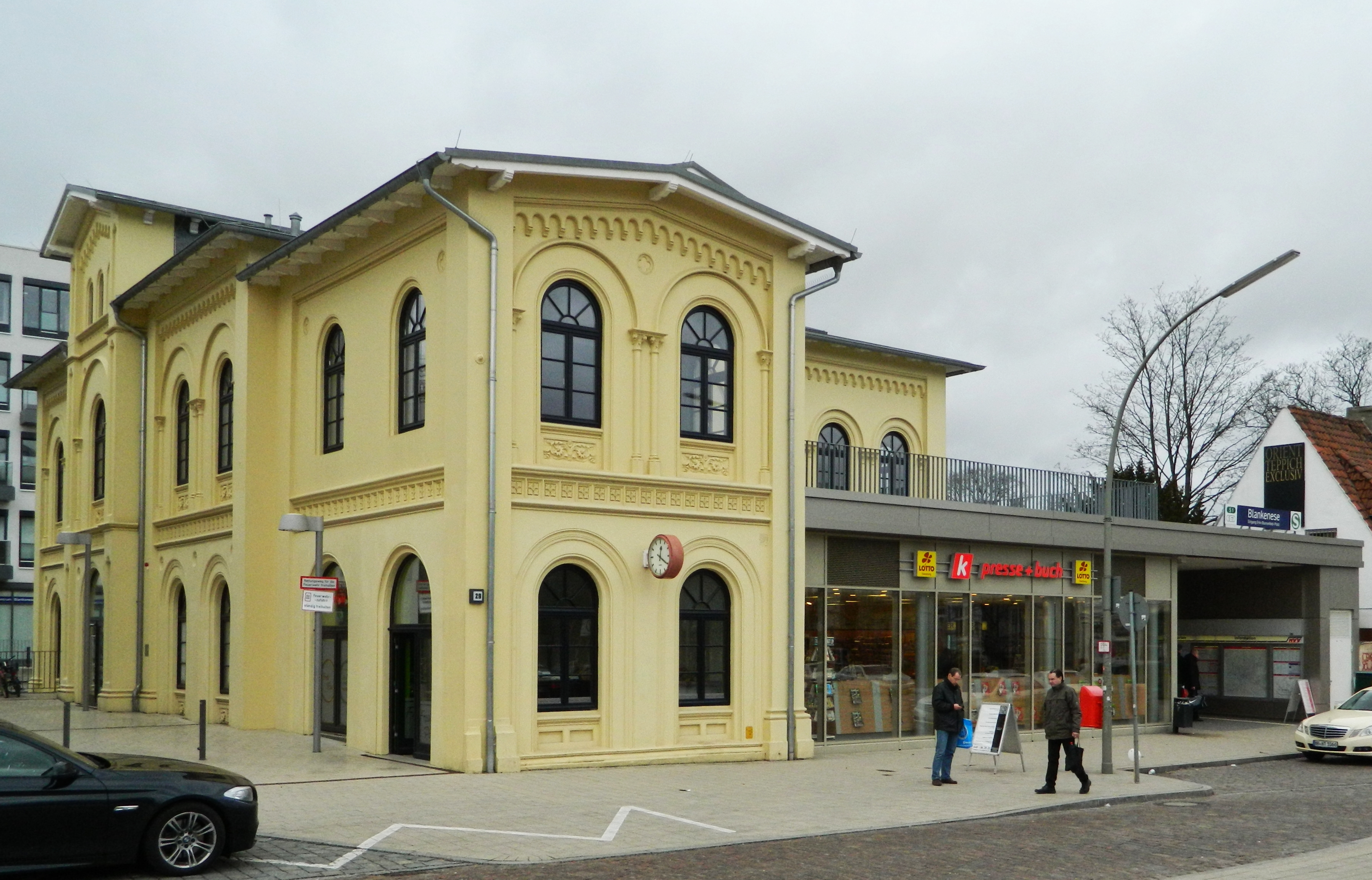
Der Blankeneser Bahnhof 2012

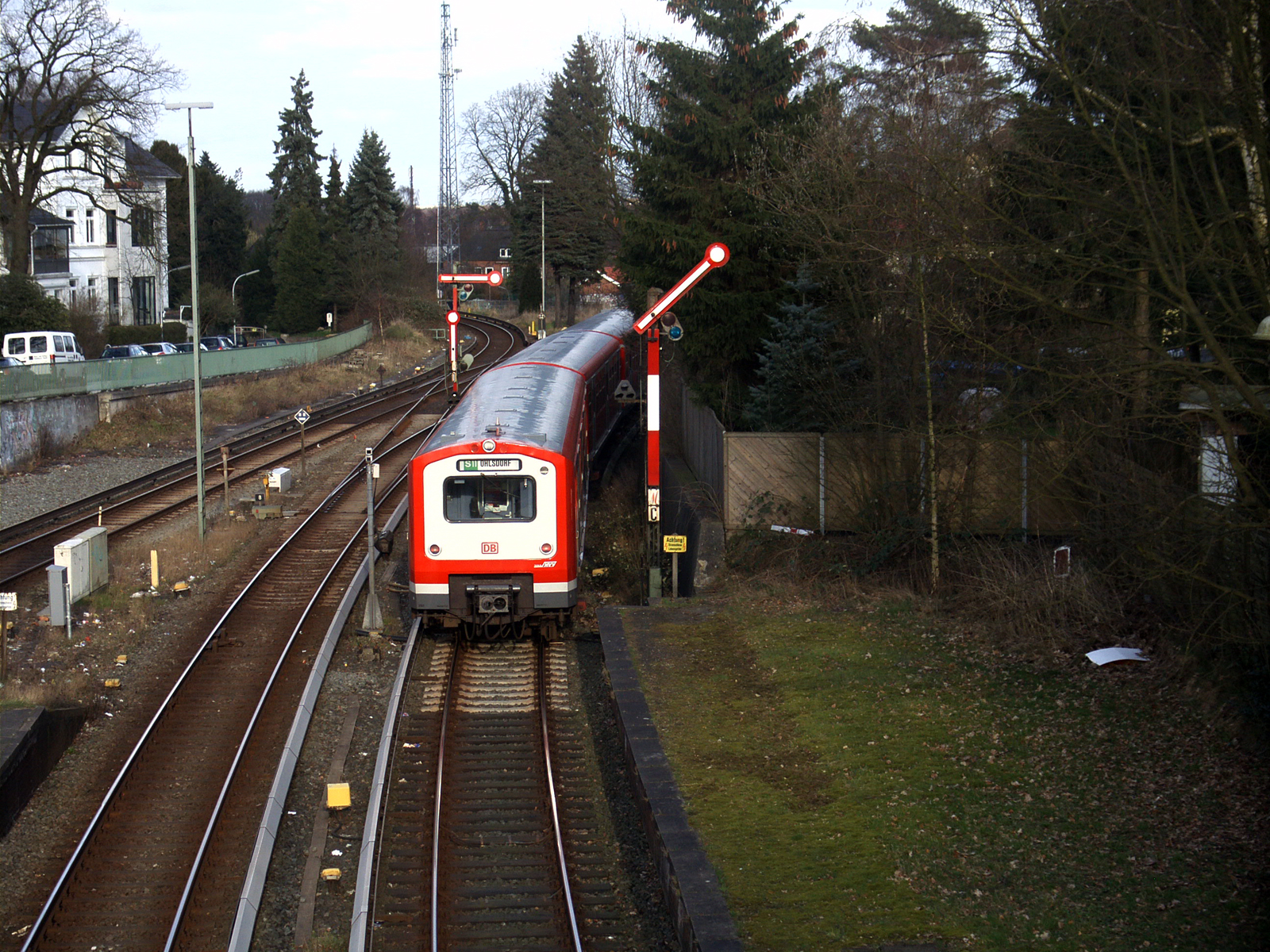
Ausfahrt aus dem Bahnhof

Der Bahnhof Hamburg-Blankenese der Hamburger S-Bahn ist ein Kopfbahnhof an der Altona-Blankeneser Eisenbahn am Fuß des Krähenberges. Das zwischen 1864 und 1867 auf Dockenhudener Gemeindegebiet errichtete Bahnhofsgebäude gehört zu den ältesten Hamburgs; hier treffen die Streckenäste aus Altona und Wedel (Linie S1) zusammen. 1908 diente der Streckenabschnitt Poppenbüttel – Blankenese als Versuchsstrecke für die erste elektrisch betriebene S-Bahn. Zwischen 2007 und 2012 wurden erhebliche Modernisierungsarbeiten am Bahnhof und Umgestaltungsmaßnahmen des gesamten Bahnhofsumfeldes durchgeführt.
Zwischen 1901 und 1921 existierte eine eingleisige Straßenbahn zwischen Altona und Blankenese. Die Endstation befand sich noch auf Dockenhudener Gebiet vor dem Hotel Zur Johannisburg an der Elbchaussee Ecke Mühlenberger Weg. Von 1911 bis 1914 verkehrte in Blankenese außerdem die Gleislose Bahn Blankenese–Marienhöhe, ein früherer Oberleitungsbus-Betrieb, der lediglich aus zwei Fahrzeugen bestand und zur Erschließung der Villenkolonie Marienhöhe dienen sollte. Der Busverkehr wird seit 1959 durch die besonders kleinen und wendigen Busse der Blankeneser Linie 488 geprägt, die auch in den schmalen und steilen Straßen des Treppenviertels verkehren können und daher von den Blankenesern „Bergziege“ genannt werden.
Mit den auf der anderen Elbseite gelegenen Stadtteilen Cranz und Neuenfelde ist Blankenese durch eine Fähre verbunden (Elbfährlinie der HADAG).
Die Haupteinkaufsstraße in Blankenese ist die Blankeneser Bahnhofstraße, an der sich viele traditionsreiche Einzelhandelsgeschäfte befinden. Deren südliches Ende ist zugleich das westliche der in Ottensen beginnenden Elbchaussee (früher: Flottbecker Chaussee). Darüber hinaus gibt es eine weitere von Ost nach West verlaufende Straßenverbindung, die B 431 (Osdorfer Landstraße) nördlich von Blankenese, die die Erreichbarkeit des Hamburger Zentrums und des Kreises Pinneberg gewährleistet.

### Öffentliche Einrichtungen
Die Freiwillige Feuerwehr Blankenese wurde am 10. September 1878 gegründet. Das Feuerwehrhaus befindet sich in der Blankeneser Landstraße 41. Am 10. September 2005 wurde die Jugendfeuerwehr-Blankenese gegründet. Neben dem Schwerpunkt Brandschutz und technische Hilfeleistung besitzt die Freiwillige Feuerwehr seit Anfang 2002 die Sonderkomponente „Spüren und Messen“, die sich mit atomaren, biologischen und chemischen Gefahren befasst. Die Außenstelle der Feuer- und Rettungswache Osdorf mit einem Rettungswagen an der Blankeneser Landstraße zog Anfang 2007 nach Rissen um.
In Blankenese befindet sich das Amtsgericht Hamburg-Blankenese, das auch für die umliegenden Stadtteile zuständig ist.
Das Krankenhaus Tabea liegt am Elbhang nahe dem Wasserwerk in der Kösterbergstraße. Früher war es dem Diakonischen Werk zugehörig, seit 2002 gehört es zum Artemed-Klinikverbund.

## Persönlichkeiten

### Söhne und Töchter Blankeneses
- William Henry O’Swald (1832–1923), Überseekaufmann, Senator und Zweiter Bürgermeister
- Theodor Dreyer (1874–1930), letzter Kapitän des Passagierdampfers Monte Cervantes
- Otto Kümmel (1874–1952), Kunsthistoriker, Hochschullehrer, Generaldirektor der Staatlichen Museen in Berlin
- Karen Horney (1885–1952), Psychoanalytikerin
- Max Bondy (1892–1951), Reformpädagoge
- Curt Bondy (1894–1972), Psychologe und Sozialforscher
- Walter Tanck (1894–1954), Künstler, malte den Sitzungssaal im Alten Rathaus mit hamburgischen Landschaften aus, siehe Liste Wandbilder in Hamburger Staatsbauten
- Johanna Grothendieck (1900–1957), Journalistin, Schauspielerin und Schriftstellerin
- Eric Moritz Warburg (1900–1990), Bankier
- Hinrich Schuldt (1901–1944), SS-Brigadeführer und Generalmajor der Waffen-SS
- Robert T. Odeman, bürgerlich Martin Hoyer (1904–1985), Kabarettist, Dichter und Pianist
- Elisabeth Flickenschildt (1905–1977), Schauspielerin
- Hans Heinrich Kühl (1907–1974), Verwaltungsjurist und Politiker
- Heinz Wichmann (1908–1988), Verwaltungsjurist und Beamter
- Gustav-Adolf Janssen (1915–1978), Kapitän zur See
- Rolf Hachmann (1917–2014), Prähistoriker
- Volker Detlef Heydorn (1920–2004), Grafiker, Maler und Autor
- Heinz Lieven (1928–2021), Schauspieler
- Karl Lagerfeld (1933–2019), Modeschöpfer, Designer, Fotograf und Kostümbildner[22]
- Angela Luther (* 1940), Mitglied der Rote Armee Fraktion
- Elke Paulussen (* 1944), niederdeutsche Autorin
- Volker Hinz (1947–2019), Fotograf
- Thomas Kukuck (* 1948), Musikproduzent und Tonmeister
- Andrea Hauner (* 1959), deutsch-schweizerische Journalistin, Redakteurin und Autorin

### Weitere bedeutende Bewohner
- Friederike Klünder (1776–1848), deutsche Wohltäterin und gesundheitliche Aufklärerin nach der ein Weg im Hessepark in Blankenese benannt ist.
- Carl Oesterley junior (1839–1930), Landschaftsmaler des Naturalismus und Impressionismus, der bis zu seinem Tod in der nach ihm benannten Oesterleystrasse wohnte.

Alma del Banco: Blick von der Süllbergterrasse in Blankenese auf die Elbe, 1918

- Alma del Banco (1862–1943), jüdische Malerin, lebte und arbeitete seit 1938 in Blankenese in der Hasenhöhe 95 und starb hier aufgrund der ihr drohenden Deportation durch Suizid[23]
- Sophie Jansen (1862–1942), geb. Schlossmann, jüdischstämmige Autorin und Armenpflegerin, lebte seit 1912 in Blankenese und starb hier aufgrund der ihr drohenden Deportation durch Suizid
- Richard Dehmel (1863–1920), Dichter, von 1912 bis zu seinem Tod in Blankenese
- Gustav Frenssen (1863–1945), völkisch nationalistischer, später nationalsozialistischer Erzähler und Romancier, lebte und arbeitete von 1906 bis 1919 in Blankenese
- Ida Dehmel (1870–1942), geb. Coblenz, lebte seit 1901 in Blankenese und starb hier durch Suizid
- Betty Levi (1882–nach 1942), Altonaer Bürgerin jüdischen Glaubens. Opfer des Nationalsozialismus, Rissener Landstraße 127 (Wohnadresse in Blankenese), Namensgeberin für: Betty-Levi-Passage.
- Else Hoffa (1885–1964), Gärtnerin, erste Frau in Deutschland, die als Obergärtnerin arbeitete, Kösterbergstraße 42 bei Max Warburg[24]
- Käthe Mahr-Köster (1886–1950), Malerin und Ehefrau des Innenministers Adolf Köster
- Bruno Tesch (1890–1946), Unternehmer und Chemiker, lebte bis zum Curiohaus-Prozess und seiner Hinrichtung in Blankenese
- Hans Leip (1893–1983), Schriftsteller, schrieb den Text des berühmten Liedes Lili Marleen
- Hans Henny Jahnn (1894–1959), Dichter, lebte ab 1951 in Blankenese
- Rudolf Schleier (1899–1959), Kaufmann, NS-Funktionär und Diplomat; lebte in Blankenese
- Eduard Bargheer (1901–1979), Maler und Graphiker, der bis zu seinem Tod in Blankenese wohnte
- Grete Nevermann (1907–1973), Vorsitzende des Ortsausschusses Blankenese, Rissener Landstraße 17 (Wohnadresse in Blankenese), Namensgeberin für Grete-Nevermann-Weg.
- Marion Gräfin Dönhoff (1909–2002), Publizistin und ehemalige Mitherausgeberin der Wochenzeitung Die Zeit
- Carl-Friedrich Fischer (1909–2001), Architekt, lebte bis zu seinem Tod in Blankenese
- Heinz Haber (1913–1990), Professor, deutscher Physiker, Raumfahrtmediziner, Schriftsteller und Fernsehmoderator
- Felicitas Kukuck (1914–2001), Komponistin, lebte und arbeitete von 1948 bis zu ihrem Tod in Blankenese
- K. R. H. Sonderborg (1923–2008), Maler, lebte in Blankenese von 1949 bis 1958 und wieder ab 1998 bis zu seinem Tod
- Horst Janssen (1929–1995), Zeichner und Grafiker, lebte und arbeitete von 1967 bis zu seinem Tod in Blankenese
- Ulrike Meinhof (1934–1976), Journalistin, später Terroristin, lebte mit ihrem Mann Klaus Rainer Röhl von 1961 bis 1967 in Blankenese
- Jürgen Flimm (1941–2023), Regisseur, Intendant des Thalia Theater Hamburg, Hochschullehrer
- Marion Maerz (* 1943), Sängerin, lebt in Blankenese
- Stefan Aust (* 1946), Journalist und ehemaliger Chefredakteur des deutschen Nachrichtenmagazins Der Spiegel, lebt in Blankenese
- Rolf Zuckowski (* 1947), Sänger, lebt und arbeitet in Blankenese
- Otto Waalkes (* 1948), Komiker, lebt in Blankenese
- Frank Ulrich Montgomery (* 1952), deutscher Ärztefunktionär, lebt in Blankenese
- Walter Scheuerl (* 1961), Rechtsanwalt und Politiker, lebt in Blankenese
- Guido Maria Kretschmer (* 1965), deutscher Modedesigner und Moderator
- Kai-Oliver Knops (* 1966), Rechtswissenschaftler, lebt in Blankenese

## Trivia
Der Hamburger Musiker Werner Böhm veröffentlichte 1981 unter dem Pseudonym Gottlieb Wendehals das nach dem Stadtteil benannte Lied Polonäse Blankenese und landete damit einen Nummer-eins-Hit in den deutschen Musikcharts.